# Instituto Argentino de Radioastronomía
El Instituto Argentino de Radioastronomía (IAR) fue creado en 1962 por medio de un acuerdo entre el Consejo Nacional de Investigaciones Científicas y Técnicas (Argentina) (CONICET), la Comisión de Investigaciones Científicas ( CIC), la Universidad Nacional de La Plata (UNLP) y la Universidad de Buenos Aires la (UBA). Sus funciones son las de promover y coordinar la investigación y el desarrollo técnico de la radioastronomía en la Argentina y colaborar en la enseñanza y difusión de astrofísica y disciplinas afines. Al día de hoy sigue desarrollando sus actividades en dependencia del Consejo Nacional de Investigaciones Científicas y Técnicas (CONICET), la Comisión de Investigaciones Científicas de la Provincia de Buenos Aires (CICPBA) y la Universidad Nacional de La Plata (UNLP). Su actual director es el Dr. Gustavo E. Romero y su subdirectora la Dra. Paula Benaglia. 
El instituto es un importante centro de investigación astronómica, desarrollo tecnológico y transferencia de tecnología. Dentro de los temas de investigación se incluyen la astrofísica de altas energías y objetos compactos, gravitación y relatividad numérica, medio interestelar, ciencias planetarias, astronomía de púlsares, estrellas masivas y machine learning con aplicación al procesamiento de señales. El IAR cuenta con dos radiotelescopios gemelos con disco reflectante de 30 metros que operan a 1420 MHz. La Carnegie Institution of Washington (CIW) colaboró en su momento enviando partes de la primera antena, mientras que la segunda antena fue construida completamente en el IAR. A lo largo de los años, una variedad de receptores se han usado en estos instrumentos.

## Historia[3]
En 1957, el astrónomo estadounidense Merle A. Tuve de la Carnegie Institution of Washington, motivado por los recientes descubrimientos de Harold Irving Ewen y Edward Mills Purcell, en Harvard, de la emisión de HI proveniente de la Galaxia, decide extender la actividad radioastronómica al hemisferio sur. Para ello, realiza un viaje por los países más importantes de Sudamérica, incluyendo Argentina, con la intención de construir un radio observatorio de carácter regional. A partir de las primeras visitas de Tuve a Buenos Aires comienza la radioastronomía en Argentina con la instalación de un interferómetro solar en 86 MHz en la Universidad de Buenos Aires, creándose también la Comisión de Astrofísica y Radioastronomía (CAR)4 .
Luego de las negociaciones entre Tuve y el entonces presidente del CONICET, Dr. Bernardo Houssay, el 27 de abril de 1962 el CONICET crea el Instituto Nacional de Radioastronomía (INRA). Para la Dirección del Instituto fue elegido el Dr. Carlos M. Varsavsky, de la UBA, y para la Vicedirección el Dr. Carlos Jaschek, del Observatorio de La Plata. El nombre cambiaría luego a Instituto Argentino de Radioastronomía (IAR). Un año después se comienza a construir la primera antena de 30 metros en el Parque Pereyra Iraola (Partido de Berazategui), a 20 km de la ciudad capital provincial de La Plata, junto con las obras civiles necesarias para alojar los laboratorios, talleres, salas de control y oficinas.1 El 11 de abril de 1965 se detecta por primera vez la línea en emisión del hidrógeno neutro en la frecuencia de 1420 MHz (λ=21 cm.). Un año después, el 26 de marzo de 1966, se inaugura oficialmente el observatorio radioastronómico en el IAR.41

## Actividades científicas
En la Argentina existen pocos grupos de investigación dedicados a la radioastronomía, 3 de ellos lo hacen desde el IAR5. Actualmente, en el IAR funcionan los grupos FRINGE, GARRA, GARX, y la colaboración PuMA.
El grupo Formación en Radio Interferometría (FRINGE) comenzó en 2016 como una asociación de astrónomos cuyo nexo es la realización de estudios interferométricos en ondas centimétricas y milimétricas. FRINGE está compuesto por investigadores y alumnos del Instituto de Radioastronomía Argentino y de la Universidad Nacional de La Plata.
El Grupo de Astrofísica Relativista y Radioastronommía (GARRA) fue fundado en abril del 2000 con el objetivo de desarrollar y potenciar investigaciones en astrofísica relativista y cosmología desde Argentina. Actualmente el grupo estudia una gran diversidad de temas, desde aceleración de partículas y rayos cósmicos hasta gravitación teórica.
El Grupo de Astrofísica de Rayos X (GARX) es un grupo de astrofísicos con sede en IAR y la Universidad Nacional de La Plata (UNLP). GARX está formado por investigadores, postdoctorandos, estudiantes de doctorado y maestría respaldados por el Consejo Nacional de Investigacines Científicas y Técnicas (CONICET), con múltiples colaboradores nacionales e internacionales. Su investigación se centra principalmente en binarias de Rayos X, objetos compactos acretantes, como estrellas de neutrones y agujeros negros, y sus contrapartes extendidas, remanentes de supernova.
La colaboración Pulsar Monitoring in Argentina (PuMA) se dedica a la observación, análisis, y desarrollo de tecnología para el estudio de radio púlsares. La colaboración, compuesta por científicos y técnicos del IAR y el Rochester Institute of Technology trabaja con los dos radiotelescopios, realizando campañas observacionales diarias. El grupo colabora con miembros de NANOGrav, ayudando al monitoreo de púlsares de milisegundos para la detección de ondas gravitacionales.
Además de estos grupos de investigación, se desarrollan investigaciones científicas en ciencias planetarias ye matemáticas aplicadas. Para conocer más, ver la página del instituto.

## Desarrollo tecnológico y transferencia
En los primeros años de la década pasada se creó en el IAR el  Área de Transferencia Tecnológica. Uno de los motivos fue la aplicación del know-how adquirido en el campo de la instrumentación radioastronómica, a la solución de necesidades concretas que surgían de otras áreas, especialmente las de comunicación y la espacial, del quehacer nacional. La dinámica inherente a las actividades de transferencia ha permitido en el transcurso de unos pocos años aglutinar en el IAR a numerosos profesionales jóvenes y estudiantes avanzados en diversas ramas de la Ingeniería, lo cual también se vio traducido en beneficios para el Observatorio del IAR.  Algunos de los proyectos en los cuales se involucró el IAR incluyen: el SAOCOM, SAC-D, SARAT, TRONADOR. Ver cronología completa en la línea temporal
Actualmente el instituto trabaja además en el desarrollo de equipamiento para uso médico y sanitario, al que aplican tecnología de control proveniente del ámbito espacial.

## Observatorio
El IAR posee dos radiómetros con reflectores principales de 30 metros de diámetro, denominados Radiotelescopios Carlos Varsavsky y Esteban Bajaja, respectivamente.  Por sus características los radiotelescopios del IAR son ideales para emprender proyectos que tengan por finalidad la observación, a una frecuencia determinada, de grandes zonas del cielo. Para este fin, una de las características más importantes es la resolución angular del instrumento que se empleará. A la frecuencia de 1420 MHz, los radiotelescopios de nuestro Instituto tienen una resolución angular de unos 30′ de arco (equivalente aproximadamente al tamaño de la Luna llena).
Si con tal instrumento se deseara observar en forma completa la energía emitida por el átomo de hidrógeno neutro (HI de acá en más) proveniente de una zona de la esfera celeste que, a modo de ejemplo, abarcara una franja alrededor del plano galáctico cuya extensión sea de 20º en latitud galáctica y 150° en longitud galáctica, se necesitaría observar unas 48681 posiciones distintas en el cielo. Por ello, el objetivo inicial del radio observatorio fue el estudio de la línea de 21 cm de HI en la galaxia que se complementaría con el realizado en el hemisferio norte en Bonn. Este relevamiento (survey) resultó en publicaciones de alto impacto en revistas internacionales.
Con los radiotelescopios también se han realizado numerosos estudios de variabilidad de blázares y radio entornos de fuentes gamma, y se han descubierto remanentes de supernova.
Actualmente, las antenas están realizando estudios de fuentes transitorias de radio y púlsares, las primeras observaciones de este tipo en Latinoamérica. Este proyecto, liderado por el grupo PuMA, está colaborando con NANOgrav y RIT para la actualización y puesta a punto de los radiotelescopios.